# Ban linh Himalaya
Ban linh Himalaya (danh pháp hai phần: Naemorhedus goral) là một loài động vật có vú trong họ Bovidae, bộ Artiodactyla. Loài này được Hardwicke mô tả năm 1825.
Trong tiếng Anh, loài này có tên thường gọi Himalayan goral. Những loài goral (thuộc chi Naemorhedus) có tên gọi theo tiếng Trung Quốc là 斑羚, phiên âm Hán Việt là ban linh.

## Hình ảnh

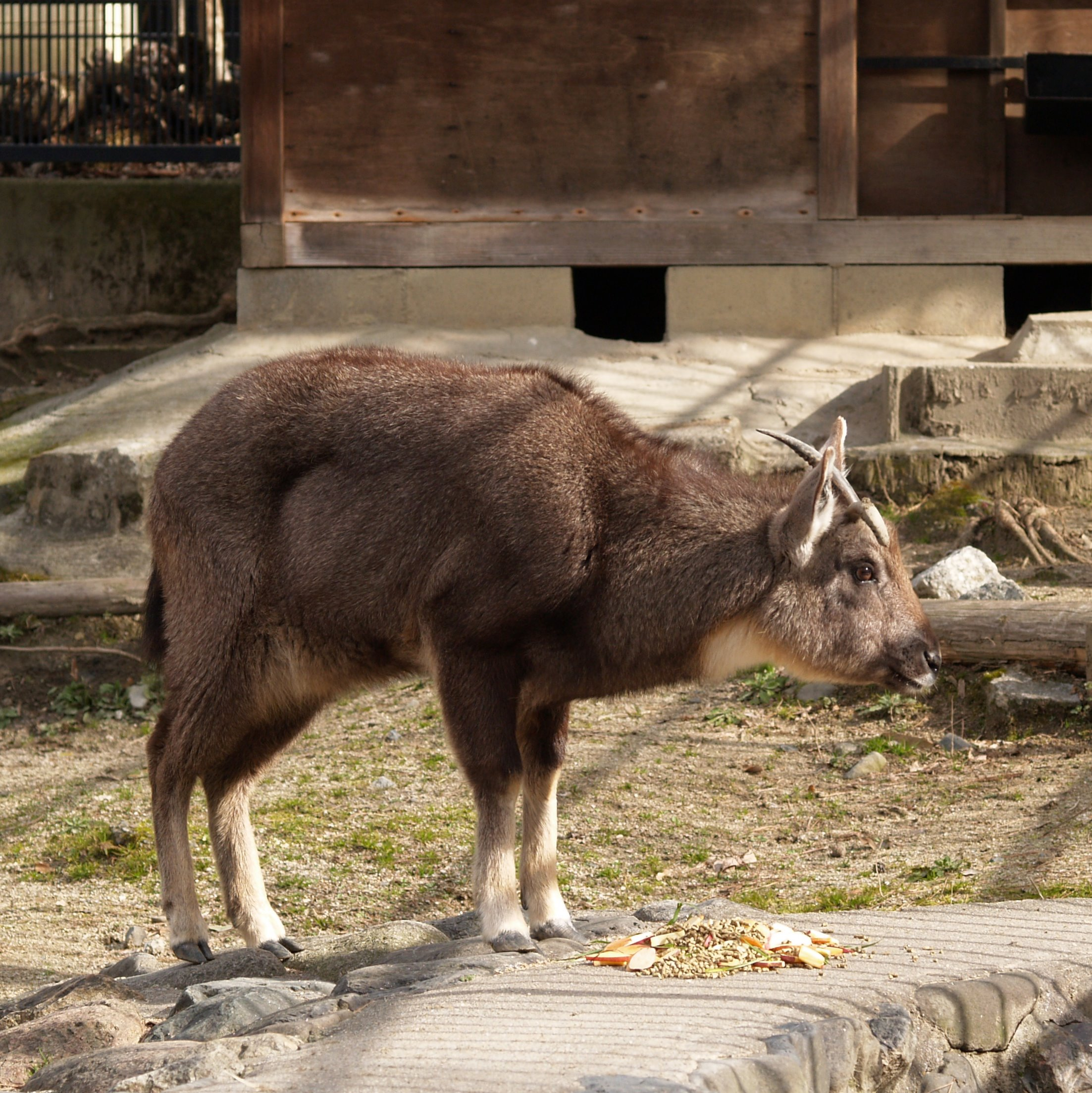
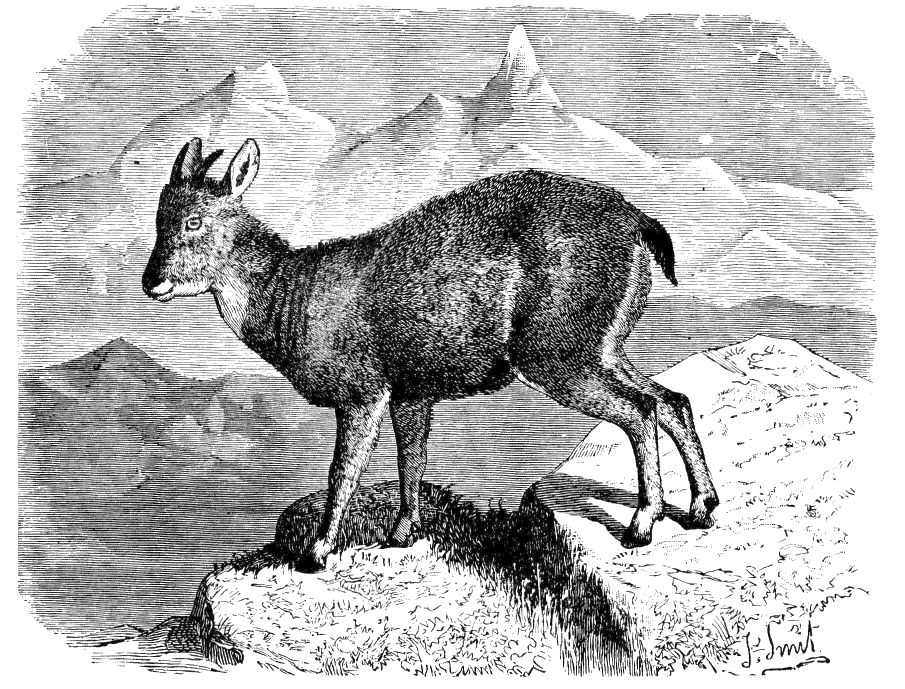
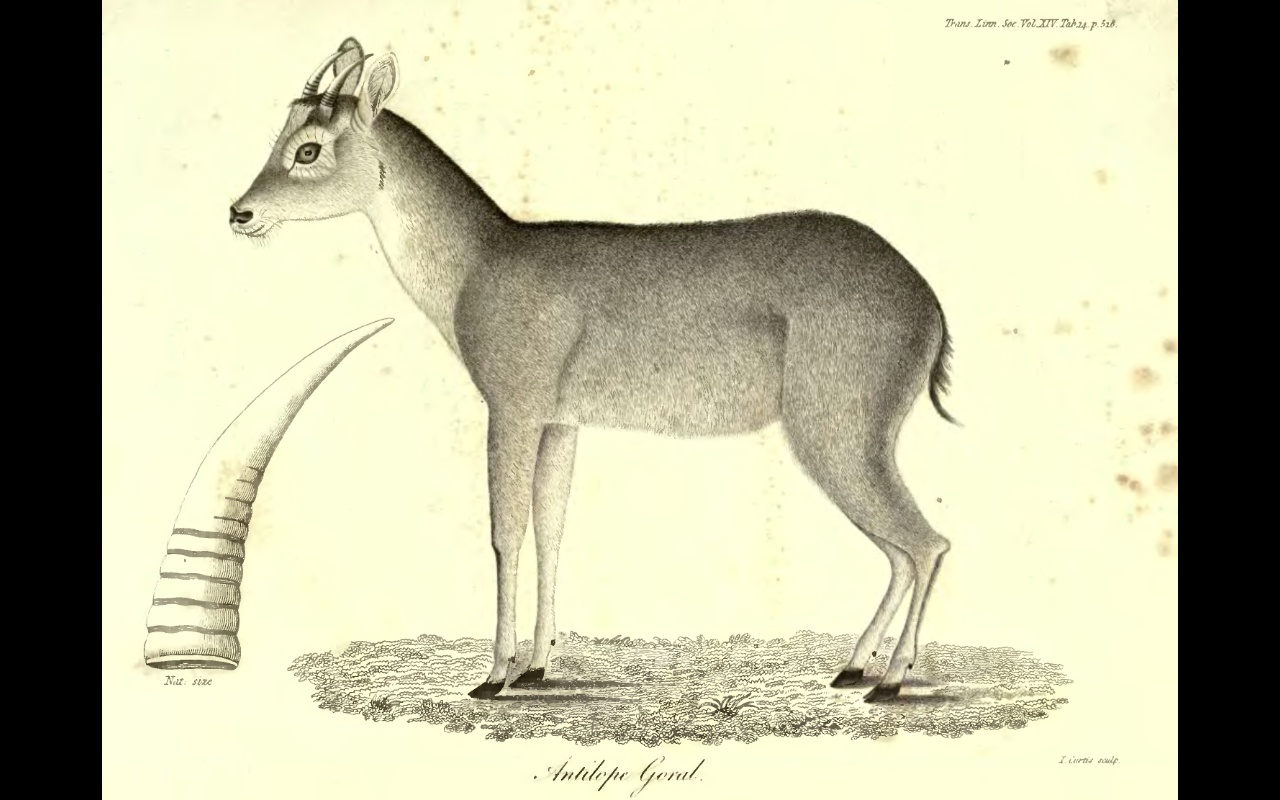
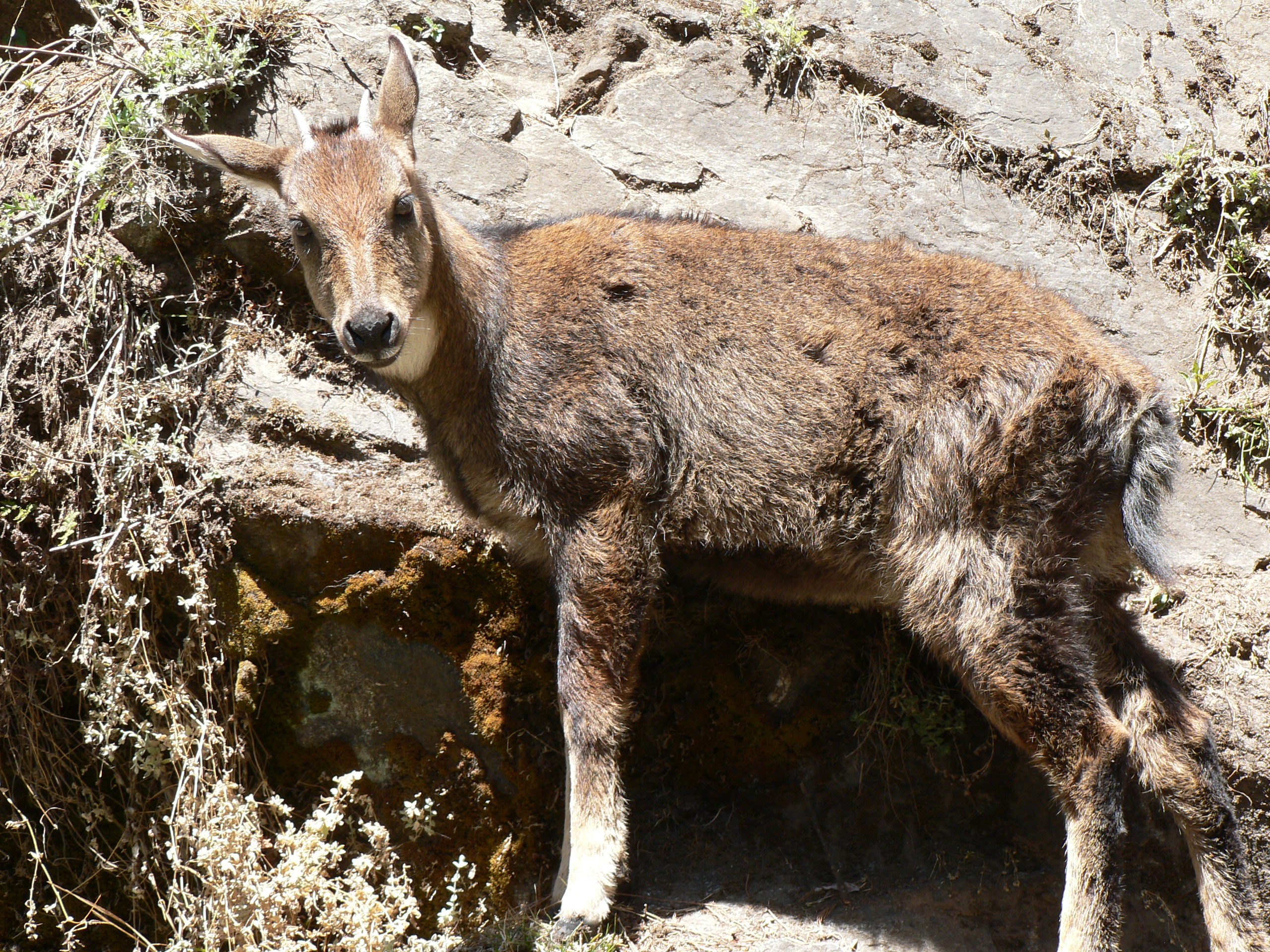